# Koszmosz–22
A Koszmosz–22 (oroszul: Космос 22) a szovjet Koszmosz műhold-sorozat tagja. Negyedik generációs Zenyit–4 felderítő műhold.

## Küldetés
Kísérleti űrkutatási és katonai programot hajtott végre. Adatgyűjtését folytatott a Föld sugárzási övezeteinek vizsgálatához. Földi objektumokat, technikai eszközöket fényképezett.

## Jellemzői
Az OKB–1 tervezőirodában kifejlesztett, ellenőrzése alatt gyártott műhold.
1963. november 16-án a Bajkonuri űrrepülőtér indítóállomásról egy R–7 Szemjorka hordozórakéta juttatta alacsony Föld körüli pályára. A 90,3 perces, 64,93 fokos hajlásszögű, elliptikus pálya elemei: perigeuma 192 kilométer, apogeuma 381 kilométer volt. Hasznos tömege 4780 kilogramm, visszatérő modullal együtt. A sorozat felépítését, szerkezetét, alapvető fedélzeti rendszereit tekintve egységesített, szabványosított tudományos-kutató űreszköz. Áramforrása kémiai akkumulátor, szolgálati ideje maximum 10 nap.
Fototechnikai (fényképezőgép, televíziós kamera) berendezései 3-5 méter közötti felbontású képeket készítettek.
1963. november 22-én földi parancsra belépett a légkörbe és hagyományos módon – ejtőernyős leereszkedés – visszatért a Földre.